# 処刑リスト
『処刑リスト』（しょけいリスト、原題：Hit List）は、1989年制作のアメリカ合衆国のアクション映画。日本では劇場未公開で、1994年3月20日にテレビ朝日「日曜洋画劇場」で『地獄のヒットターゲット』のタイトルでテレビ放映された。

## あらすじ
ある日、ジャックが外出先から帰宅すると、友人が何者かに殺され、妻は大怪我をさせられ、そして息子の姿がなかった。一体何が起きたのか？ジャックが調べを進めると、驚きの真相が明らかとなった。
FBIが長年追い続けていたマフィアのボス、ヴィック・ルカがついに起訴され、側近のフランクがその裁判で証言することになった。その証言次第で、ヴィック・ルカは終身刑以上の刑が確実となる状況だった。
そこでヴィック・ルカはフランクを黙らせるため、彼の息子を誘拐して“保険”にしようと考え、凄腕の殺し屋カリークを送り込んだ。しかし、カリークは番地を間違えて全く無関係のジャックの家に押し入り、凶行に及んだのだった。しかもカリークは、ターゲットを間違えたことに気づいていなかった。
ジャックはFBIに息子を助け出してほしいと要請するが、彼らは誘拐事件の捜査よりヴィック・ルカの裁判を重視しており、その腰は重たかった。マフィアとFBI双方の理不尽さに怒りを爆発させたジャックはフランクと手を結び、息子を取り戻すべく立ち上がる。

## キャスト
- ジャック・コリンズ：ジャン＝マイケル・ヴィンセント（吹替：津嘉山正種）
- クリス・カリーク：ランス・ヘンリクセン（吹替：中田浩二）
- フランク・デサルボ：レオ・ロッシ（吹替：山寺宏一）
- ヴィック・ルカ：リップ・トーン（吹替：石田太郎）
- ミッチャムFBI捜査官：チャールズ・ネイピア（吹替：田中信夫）
- ハロルド・シルヴェスター
- ジェレ・バーンズ
- ハリエット・ホール
- ケン・ラーナー